# Esteganografia

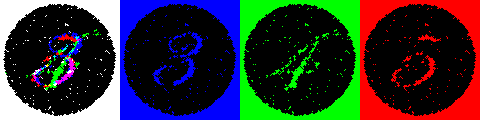
A mesma imagem vista por luzes branca, azul, verde e vermelha revela diferentes números ocultos.

Esteganografia é a prática de representar informações dentro de outra mensagem ou objeto físico, de tal maneira que a presença da informação oculta não seria evidente para o exame de uma pessoa desavisada. Em contextos de computação/eletrônicos, um arquivo de computador, mensagem, imagem ou vídeo é oculto dentro de outro arquivo, mensagem, imagem ou vídeo. Geralmente, as mensagens ocultas parecem ser (ou fazer parte de) outra coisa: imagens, artigos, listas de compras ou algum outro texto de capa. Por exemplo, a mensagem oculta pode estar em tinta invisível entre as linhas visíveis de uma carta privada. Algumas implementações de esteganografia que não têm um segredo compartilhado formal são formas de segurança por meio da obscuridade, enquanto esquemas esteganográficos dependentes de chave tentam aderir ao princípio de Kerckhoffs.
A palavra esteganografia vem do grego steganographia, que combina as palavras steganós (στεγανός), que significa "coberto ou oculto", e -graphia (γραφή), que significa "escrita". O primeiro uso registrado do termo foi em 1499 por Johannes Trithemius em seu Steganographia, um tratado sobre criptografia e esteganografia, disfarçado como um livro sobre magia.
A vantagem da esteganografia sobre a criptografia sozinha é que a mensagem secreta pretendida não atrai atenção para si mesma como um objeto de escrutínio. Mensagens cifradas claramente visíveis, não importa o quão inquebráveis sejam, despertam interesse e podem ser incriminatórias em países onde a criptografia é ilegal. Enquanto a criptografia é a prática de proteger o conteúdo de uma mensagem sozinha, a esteganografia se preocupa em ocultar tanto o fato de que uma mensagem secreta está sendo enviada quanto seu conteúdo.
A esteganografia inclui a ocultação de informações dentro de arquivos de computador. Na esteganografia digital, as comunicações eletrônicas podem incluir codificação esteganográfica dentro de uma camada de transporte, como um arquivo de documento, arquivo de imagem, programa ou protocolo. Arquivos de mídia são ideais para transmissão esteganográfica devido ao seu grande tamanho. Por exemplo, um remetente pode começar com um arquivo de imagem inócuo e ajustar a cor de cada centésimo pixel para corresponder a uma letra do alfabeto. A mudança é tão sutil que alguém que não esteja procurando especificamente por ela dificilmente notará a mudança.

## História

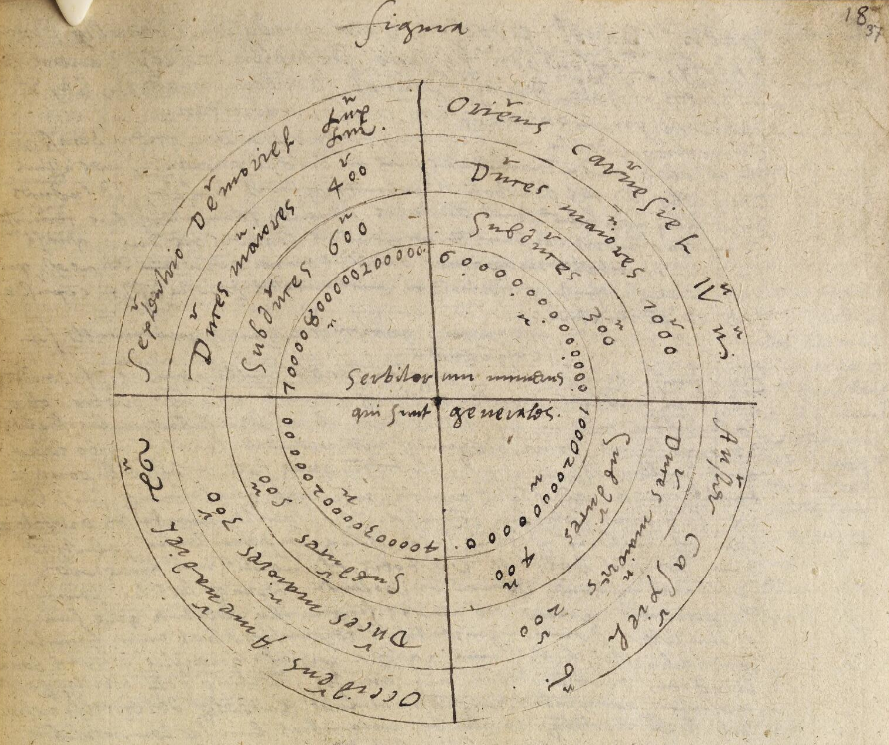
Um gráfico de Steganographia de Johannes Trithemius copiado pelo Dr. John Dee em 1591

Os primeiros usos registrados da esteganografia podem ser rastreados até 440 AEC. na Grécia, quando Heródoto menciona dois exemplos em sua obra Histórias. Histieu enviou uma mensagem a seu vassalo, Aristágoras, raspando a cabeça de seu servo mais confiável, "marcando" a mensagem em seu couro cabeludo e, em seguida, mandando-o embora assim que seu cabelo voltasse a crescer, com a instrução: "Quando chegares a Mileto, peça a Aristágoras que raspe sua cabeça e olhe para ela." Além disso, Demarato enviou um aviso sobre um ataque iminente à Grécia, escrevendo-o diretamente no suporte de madeira de uma tábua de cera antes de aplicar sua superfície de cera de abelha. As tábuas de cera eram de uso comum na época como superfícies de escrita reutilizáveis, às vezes usadas para taquigrafia.
Em sua obra Polygraphiae, Johannes Trithemius desenvolveu sua "Cifra Ave Maria" (Ave-Maria-Cipher) que pode esconder informações em um louvor latino a Deus. "Auctor Sapientissimus Conseruans Angelica Deferat Nobis Charitas Potentissimi Creatoris", por exemplo, contém a palavra oculta VICIPEDIA.

## Técnicas

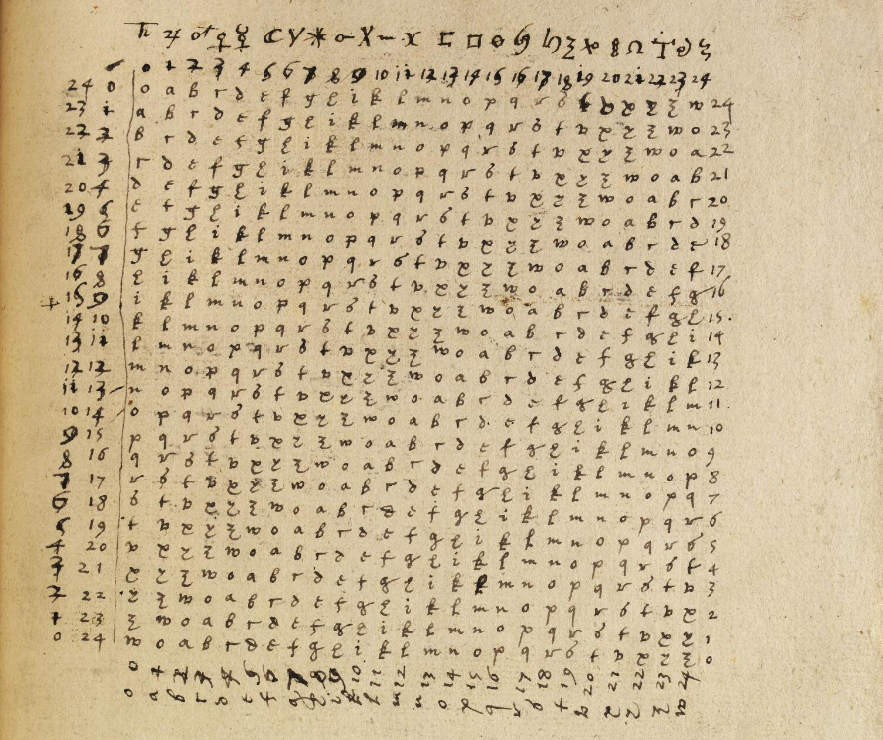
Decifrando o código. Steganographia

Numerosas técnicas ao longo da história foram desenvolvidas para incorporar uma mensagem em outro meio.

### Física
Colocar a mensagem em um item físico tem sido amplamente utilizado há séculos. Alguns exemplos notáveis incluem tinta invisível no papel, escrever uma mensagem em código Morse em fios usados por um mensageiro, micropontos ou usar uma cifra musical para esconder mensagens como notas musicais em partituras.

#### Esteganografia social
Em comunidades com tabus sociais ou governamentais ou censura, as pessoas usam esteganografia cultural — escondendo mensagens em expressões idiomáticas, referências à cultura pop e outras mensagens que compartilham publicamente e presumem que são monitoradas. Isso depende do contexto social para tornar as mensagens subjacentes visíveis apenas para determinados leitores. Exemplos incluem:
- Ocultar uma mensagem no título e no contexto de um vídeo ou imagem compartilhados.
- Escrever incorretamente nomes ou palavras que são populares na mídia em uma determinada semana, para sugerir um significado alternativo.
- Ocultar uma imagem que pode ser traçada usando o Paint ou qualquer outra ferramenta de desenho.

### Mensagens digitais

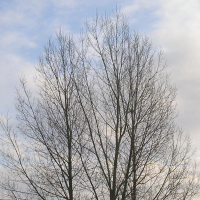
Imagem de uma árvore com uma imagem esteganograficamente oculta. A imagem oculta é revelada removendo todos os bits menos significativos de cada componente de cor e uma normalização subsequente. A imagem oculta é mostrada abaixo.

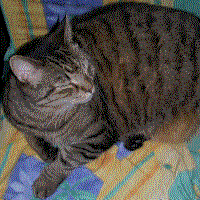
Imagem de um(a) gato(a) extraída da imagem da árvore acima.

Desde o surgimento dos computadores, técnicas foram desenvolvidas para incorporar mensagens em meios de cobertura digital. A mensagem a ser ocultada é frequentemente cifrada e, em seguida, usada para sobrescrever parte de um bloco muito maior de dados cifradas ou um bloco de dados aleatórios (uma cifra inquebrável como a chave/cifra de uso único gera textos cifrados que parecem perfeitamente aleatórios sem a chave privada).
Exemplos disso incluem alterar pixels em arquivos de imagem ou som, propriedades de texto digital, como espaçamento e escolha de fonte, debulha e joeiramento, funções de mímica, modificar o eco de um arquivo de som (esteganografia de eco).[citação necessária], e incluir dados em seções ignoradas de um arquivo.

### Esteganografia em mídia destreaming
Desde a era das aplicações de rede em evolução, a pesquisa de esteganografia mudou da esteganografia de imagem para a esteganografia em mídia de streaming, como Voz sobre Protocolo de Internet (VoIP).
Em 2003, Giannoula et al. desenvolveram uma técnica de ocultação de dados que levou a formas compactadas de sinais de vídeo de origem em uma base quadro a quadro.
Em 2005, Dittmann et al. estudaram esteganografia e marca d'água de conteúdos multimídia, como VoIP.
Em 2008, Yongfeng Huang e Shanyu Tang apresentaram uma nova abordagem para ocultação de informações em fluxo de fala de VoIP de baixa taxa de bits, e seu trabalho publicado sobre esteganografia é o primeiro esforço para melhorar a partição do livro de códigos usando a teoria dos grafos junto com a modulação do índice de quantização em mídia de streaming de baixa taxa de bits.
Em 2011 e 2012, Yongfeng Huang e Shanyu Tang criaram novos algoritmos esteganográficos que usam parâmetros de codec como objeto de cobertura para realizar esteganografia de VoIP secreta em tempo real. Suas descobertas foram publicadas no Transações do IEEE sobre Segurança e Perícia de Informações.
Em 2024, Cheddad & Cheddad propuseram uma nova estrutura para reconstruir sinais de áudio perdidos ou corrompidos usando uma combinação de técnicas de aprendizado de máquina e informações latentes. A ideia principal de seu artigo é aprimorar a reconstrução do sinal de áudio fundindo esteganografia, meio-tom (dithering) e métodos de aprendizado superficial e profundo de última geração (por exemplo, RF, LSTM). Essa combinação de esteganografia, meio-tom e aprendizado de máquina para reconstrução de sinal de áudio pode inspirar pesquisas futuras na otimização dessa abordagem ou na aplicação dela a outros domínios, como reconstrução de imagem (por exemplo, inpainting).

### Esteganografia adaptativa
Esteganografia adaptativa é uma técnica para ocultar informações dentro de mídia digital, adaptando o processo de incorporação às características específicas da mídia de cobertura. Um exemplo dessa abordagem é demonstrado no trabalho. Seu método desenvolve um algoritmo de detecção de tom de pele, capaz de identificar características faciais, que é então aplicado à esteganografia adaptativa. Ao incorporar a rotação facial em sua abordagem, a técnica visa aumentar sua adaptabilidade para ocultar informações de uma maneira que seja menos detectável e mais robusta em várias orientações faciais dentro de imagens. Essa estratégia pode potencialmente melhorar a eficácia da ocultação de informações em imagens estáticas e conteúdo de vídeo.

### Sistemas ciberfísicos/Internetdas Coisas
Trabalhos acadêmicos desde 2012 demonstraram a viabilidade da esteganografia para sistemas ciberfísicos (CPS)/Internet das Coisas (IoT). Algumas técnicas de esteganografia de CPS/IoT se sobrepõem à esteganografia de rede, ou seja, ocultando dados em protocolos de comunicação usados em CPS/IoT. No entanto, técnicas específicas ocultam dados em componentes de CPS. Por exemplo, dados podem ser armazenados em registros não utilizados de componentes de IoT/CPS e nos estados de atuadores de IoT/CPS.

### Impressa
A saída da esteganografia digital pode estar na forma de documentos impressos. Uma mensagem, o texto simples, pode ser primeiro cifrada por meios tradicionais, produzindo um texto cifrado. Então, um texto de capa inócuo é modificado de alguma forma para conter o texto cifrado, resultando no estegotexto. Por exemplo, o tamanho da letra, espaçamento, tipo de letra ou outras características de um texto de capa podem ser manipulados para transportar a mensagem oculta. Somente um destinatário que conhece a técnica usada pode recuperar a mensagem e então decifrá-la. Francis Bacon desenvolveu a cifra de Bacon como tal técnica.
O texto cifrado produzido pela maioria dos métodos de esteganografia digital, no entanto, não é imprimível. Os métodos digitais tradicionais dependem de ruído perturbador no arquivo de canal para ocultar a mensagem e, como tal, o arquivo de canal deve ser transmitido ao destinatário sem ruído adicional da transmissão. A impressão introduz muito ruído no texto cifrado, geralmente tornando a mensagem irrecuperável. Existem técnicas que abordam essa limitação, um exemplo notável é a esteganografia de arte em ASCII.

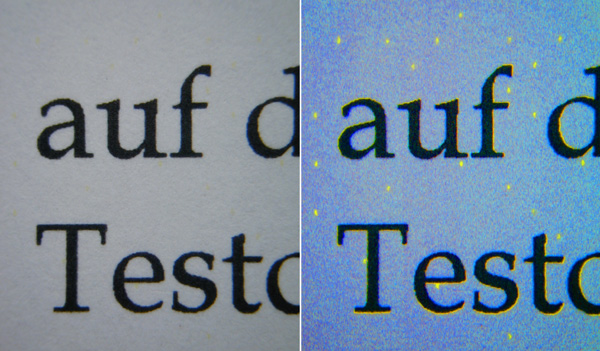
Pontos amarelos a partir de uma impressora a laser

Embora não seja uma esteganografia clássica, alguns tipos de impressoras a laser coloridas modernas integram o modelo, o número de série e os carimbos de data/hora em cada impressão por motivos de rastreabilidade, usando um código matricial feito de pequenos pontos amarelos que não são reconhecíveis a olho nu.

### Rede
Em 2015, uma taxonomia de 109 métodos de ocultação de rede foi apresentada por Steffen Wendzel, Sebastian Zander et al. que resumiu os principais conceitos usados na pesquisa de esteganografia de rede. A taxonomia foi desenvolvida ainda mais nos últimos anos por várias publicações e autores e ajustada para novos domínios, como a esteganografia de CPS.
Em 1977, Kent descreveu concisamente o potencial para sinalização de canal secreto em protocolos gerais de comunicação de rede, mesmo se o tráfego for cifrado (em uma nota de rodapé) em "Proteção baseada em cifragem para comunicação interativa entre usuário/computador", Anais do Quinto Simpósio de Comunicações de Dados, setembro de 1977.
Em 1987, Girling estudou pela primeira vez canais secretos em uma rede de área local (LAN), identificou e percebeu três canais secretos óbvios (dois canais de armazenamento e um canal de temporização) e seu artigo de pesquisa intitulado "Canais secretos em LANs" foi publicado no Transações do IEEE em Engenharia de Software, volume SE-13 de 2, em fevereiro de 1987.
Em 1989, Wolf implementou canais secretos em protocolos de LAN, por exemplo, usando os campos reservados, campos de preenchimento e campos indefinidos no protocolo TCP/IP.
Em 1997, Rowland usou o campo de identificação do IP, o número de sequência inicial do TCP e os campos de número de sequência de reconhecimento em cabeçalhos do TCP/IP para construir canais secretos.
Em 2002, Kamran Ahsan fez um excelente resumo da pesquisa sobre esteganografia de rede.
Em 2005, Steven J. Murdoch e Stephen Lewis contribuíram com um capítulo intitulado Incorporando canais secretos em TCP/IP no livro Ocultação de informações publicado pela Springer.
Todas as técnicas de ocultação de informações que podem ser usadas para trocar esteganogramas em redes de telecomunicações podem ser classificadas sob o termo geral de esteganografia de rede. Esta nomenclatura foi originalmente introduzida por Krzysztof Szczypiorski em 2003. Ao contrário dos métodos esteganográficos típicos que usam mídia digital (imagens, arquivos de áudio e vídeo) para ocultar dados, a esteganografia de rede usa elementos de controle de protocolos de comunicação e sua funcionalidade intrínseca. Como resultado, tais métodos podem ser mais difíceis de detectar e eliminar.
Os métodos típicos de esteganografia de rede envolvem a modificação das propriedades de um único protocolo de rede. Tal modificação pode ser aplicada à unidade de dados do protocolo (PDU), às relações de tempo entre as PDUs trocadas, ou ambas (métodos híbridos).
Além disso, é viável utilizar a relação entre dois ou mais protocolos de rede diferentes para permitir a comunicação secreta. Essas aplicações se enquadram no termo esteganografia interprotocolo. Alternativamente, vários protocolos de rede podem ser usados simultaneamente para transferir informações ocultas e os chamados protocolos de controle podem ser incorporados em comunicações esteganográficas para estender suas capacidades, por exemplo, para permitir o roteamento de sobreposição dinâmica ou a troca de métodos de ocultação e protocolos de rede utilizados.
A esteganografia de rede abrange um amplo espectro de técnicas, que incluem, entre outras:
- Esteganofonia – a ocultação de mensagens em conversas de Voz sobre IP, por exemplo, o emprego de pacotes atrasados ou corrompidos que normalmente seriam ignorados pelo receptor (este método é chamado de LACK – Esteganografia de Pacotes de Áudio Perdidos), ou, alternativamente, ocultar informações em campos de cabeçalho não utilizados.[42]
- Esteganografia de WLAN – transmissão de esteganogramas em Redes Locais Sem Fio. Um exemplo prático de Esteganografia de WLAN é o sistema HICCUPS (Sistema de Comunicação Oculto para Redes Corrompidas)[43]

## Terminologia adicional
Discussões sobre esteganografia geralmente usam terminologia análoga e consistente com a tecnologia convencional de rádio e comunicações. No entanto, alguns termos aparecem especificamente em software e são facilmente confundidos. Estes são os mais relevantes para sistemas esteganográficos digitais:
A carga útil são os dados comunicados secretamente. A portadora é o sinal, fluxo ou arquivo de dados que oculta a carga útil, que difere do canal, que normalmente significa o tipo de entrada, como uma imagem JPEG. O sinal, fluxo ou arquivo de dados resultante com a carga útil codificada é às vezes chamado de pacote, arquivo stego ou mensagem secreta. A proporção de bytes, amostras ou outros elementos de sinal modificados para codificar a carga útil é chamada de densidade de codificação e é normalmente expressa como um número entre 0 e 1.
Em um conjunto de arquivos, os arquivos que são considerados prováveis de conter uma carga útil são suspeitos. Um suspeito identificado por meio de algum tipo de análise estatística pode ser chamado de candidato.

## Contramedidas e detecção
Detectar esteganografia física requer um exame físico cuidadoso, incluindo o uso de ampliação, produtos químicos reveladores e luz ultravioleta. É um processo demorado com implicações óbvias de recursos, mesmo em países que empregam muitas pessoas para espionar outros cidadãos. No entanto, é possível rastrear correspondências de certos indivíduos ou instituições suspeitos, como prisões ou campos de prisioneiros de guerra (POW).
Durante a Segunda Guerra Mundial, os campos de prisioneiros de guerra deram aos prisioneiros papel especialmente tratado que revelaria tinta invisível. Um artigo na edição de 24 de junho de 1948 do Paper Trade Journal pelo Diretor Técnico do United States Government Printing Office fez Morris S. Kantrowitz descrever em termos gerais o desenvolvimento deste papel. Três protótipos de papel (Sensicoat, Anilith e Coatalith) foram usados para fabricar cartões postais e artigos de papelaria fornecidos a prisioneiros de guerra alemães nos EUA e Canadá. Se os prisioneiros de guerra tentassem escrever uma mensagem oculta, o papel especial a tornava visível. Os EUA concederam pelo menos duas patentes relacionadas à tecnologia, uma para Kantrowitz, Patente E.U.A. 2 515 232, "Papel detector de água e composição de revestimento detector de água para o mesmo", patenteada em 18 de julho de 1950, e uma anterior, "Papel sensível à umidade e sua fabricação", Patente E.U.A. 2 445 586, patenteada em 20 de julho de 1948. Uma estratégia semelhante fornece aos prisioneiros papel de carta revestido com uma tinta solúvel em água que corre em contato com tinta invisível à base de água.
Na computação, a detecção de pacotes codificados esteganograficamente é chamada de esteganálise. O método mais simples para detectar arquivos modificados, no entanto, é compará-los a originais conhecidos. Por exemplo, para detectar informações sendo movidas pelos gráficos em um site, um analista pode manter cópias limpas conhecidas dos materiais e então compará-las com o conteúdo atual do site. As diferenças, se a portadora for a mesma, compreendem a carga útil. Em geral, usar taxas de compressão extremamente altas torna a esteganografia difícil, mas não impossível. Erros de compressão fornecem um esconderijo para dados, mas a alta compressão reduz a quantidade de dados disponíveis para manter a carga útil, aumentando a densidade de codificação, o que facilita a detecção mais fácil (em casos extremos, mesmo por observação casual).
Há uma variedade de testes básicos que podem ser feitos para identificar se uma mensagem secreta existe ou não. Este processo não está relacionado à extração da mensagem, que é um processo diferente e uma etapa separada. As abordagens mais básicas da esteganálise são ataques visuais ou auditivos, ataques estruturais e ataques estatísticos. Essas abordagens tentam detectar os algoritmos esteganográficos que foram usados. Esses algoritmos variam de pouco sofisticados a muito sofisticados, com os primeiros algoritmos sendo muito mais fáceis de detectar devido a anomalias estatísticas que estavam presentes. O tamanho da mensagem que está sendo escondida é um fator em quão difícil é detectá-la. O tamanho geral do objeto de cobertura também desempenha um fator. Se o objeto de cobertura for pequeno e a mensagem for grande, isso pode distorcer as estatísticas e torná-la mais fácil de detectar. Um objeto de cobertura maior com uma mensagem pequena diminui as estatísticas e dá a ele uma chance maior de passar despercebido.
A esteganálise que tem como alvo um algoritmo específico tem muito mais sucesso, pois é capaz de identificar as anomalias que são deixadas para trás. Isso ocorre porque a análise pode executar uma pesquisa direcionada para descobrir tendências conhecidas, pois está ciente dos comportamentos que ela comumente exibe. Ao analisar uma imagem, os bits menos significativos de muitas imagens não são realmente aleatórios. O sensor da câmera, especialmente os sensores de ponta inferior, não são da melhor qualidade e podem introduzir alguns bits aleatórios. Isso também pode ser afetado pela compactação do arquivo feita na imagem. Mensagens secretas podem ser introduzidas nos bits menos significativos de uma imagem e então ocultadas. Uma ferramenta de esteganografia pode ser usada para camuflar a mensagem secreta nos bits menos significativos, mas pode introduzir uma área aleatória que é muito perfeita. Essa área de randomização perfeita se destaca e pode ser detectada comparando os bits menos significativos aos bits menos significativos em uma imagem que não foi compactada.
Geralmente, porém, há muitas técnicas conhecidas por serem capazes de ocultar mensagens em dados usando técnicas esteganográficas. Nenhuma é, por definição, óbvia quando os usuários empregam aplicativos padrão, mas algumas podem ser detectadas por ferramentas especializadas. Outras, no entanto, são resistentes à detecção — ou melhor, não é possível distinguir de forma confiável dados que contêm uma mensagem oculta de dados que contêm apenas ruído — mesmo quando a análise mais sofisticada é realizada. A esteganografia está sendo usada para ocultar e entregar ataques cibernéticos mais eficazes, conhecidos como Stegware. O termo Stegware foi introduzido pela primeira vez em 2017 para descrever qualquer operação maliciosa envolvendo esteganografia como um veículo para ocultar um ataque. A detecção da esteganografia é desafiadora e, por isso, não é uma defesa adequada. Portanto, a única maneira de derrotar a ameaça é transformar os dados de uma forma que destrua quaisquer mensagens ocultas, um processo chamado Remoção de Ameaça de Conteúdo (CTR).

## Aplicações

### Uso em impressoras modernas
Algumas impressoras de computador modernas usam esteganografia, incluindo impressoras a laser coloridas da marca Hewlett-Packard e Xerox. As impressoras adicionam pequenos pontos amarelos a cada página. Os pontos quase invisíveis contêm carimbos de data e hora, e números de série das impressoras codificados.

### Exemplo da prática moderna
Quanto maior a mensagem de capa (em dados binários, o número de bits) em relação à mensagem oculta, mais fácil é esconder a mensagem oculta (como uma analogia, quanto maior o "palheiro", mais fácil é esconder uma "agulha"). Então, imagens digitais, que contêm muitos dados, são às vezes usadas para esconder mensagens na Internet e em outras mídias de comunicação digital. Não está claro o quão comum essa prática realmente é.
Por exemplo, um bitmap de 24 bits usa 8 bits para representar cada um dos três valores de cor (vermelho, verde e azul) de cada pixel. O azul sozinho tem 28 níveis diferentes de intensidade de azul. A diferença entre 111111112 e 111111102 no valor da intensidade do azul provavelmente é indetectável pelo olho humano. Portanto, o bit menos significativo pode ser usado mais ou menos indetectavelmente para outra coisa que não seja informação de cor. Se isso for repetido para os elementos verde e vermelho de cada pixel também, é possível codificar uma letra de texto ASCII para cada três pixels.
Em termos um pouco mais formais, o objetivo de tornar a codificação esteganográfica difícil de detectar é garantir que as mudanças na portadora (o sinal original) por causa da injeção da carga útil (o sinal para incorporar secretamente) sejam visualmente (e idealmente, estatisticamente) insignificantes. As mudanças são indistinguíveis do ruído de fundo da portadora. Todas as mídias podem ser portadoras, mas mídias com uma grande quantidade de informações redundantes ou compressíveis são mais adequadas.
Do ponto de vista teórico da informação, isso significa que o canal deve ter mais capacidade do que o sinal de "superfície" requer. Deve haver redundância. Para uma imagem digital, pode ser ruído do elemento de imagem; para áudio digital, pode ser ruído de técnicas de gravação ou equipamento de amplificação. Em geral, eletrônicos que digitalizam um sinal analógico sofrem de várias fontes de ruído, como ruído térmico, ruído de cintilação e ruído de disparo. O ruído fornece variação suficiente nas informações digitais capturadas para que possa ser explorado como uma cobertura de ruído para dados ocultos. Além disso, esquemas de compressão com perdas (como JPEG) sempre introduzem algum erro nos dados descompactados, e é possível explorar isso para uso esteganográfico também.
Embora a esteganografia e a marca d'água digital pareçam semelhantes, elas não são. Na esteganografia, a mensagem oculta deve permanecer intacta até chegar ao seu destino. A esteganografia pode ser usada para marca d'água digital na qual uma mensagem (sendo simplesmente um identificador) é escondida em uma imagem para que sua fonte possa ser rastreada ou verificada (por exemplo, Antipirataria codificada) ou mesmo apenas para identificar uma imagem (como na constelação EURion). Nesse caso, a técnica de esconder a mensagem (aqui, a marca d'água) deve ser robusta para evitar adulteração. No entanto, a marca d'água digital às vezes requer uma marca d'água frágil, que pode ser modificada facilmente, para verificar se a imagem foi adulterada. Essa é a principal diferença entre esteganografia e marca d'água digital.

### Suposto uso por serviços de inteligência
Em 2010, o Departamento Federal de Investigação (FBI) alegou que o Serviço de Inteligência Estrangeiro russo usa software de esteganografia personalizado para incorporar mensagens de texto criptografadas dentro de arquivos de imagem para certas comunicações com "agentes ilegais" (agentes sem cobertura diplomática) estacionados no exterior.
Em 23 de abril de 2019, o Departamento de Justiça dos EUA revelou uma acusação acusando Xiaoqing Zheng, um empresário chinês e ex-engenheiro-chefe da General Electric, de 14 acusações de conspiração para roubar propriedade intelectual e segredos comerciais da General Electric. Zheng teria usado esteganografia para exfiltrar 20.000 documentos da General Electric para a Tianyi Aviation Technology Co. em Nanquim, China, uma empresa que o FBI o acusou de começar com o apoio do governo chinês.

### Esteganografia distribuída
Existem métodos de esteganografia distribuída, incluindo metodologias que distribuem a carga útil por meio de vários arquivos de portadora em diversos locais para tornar a detecção mais difícil. Por exemplo, a Patente E.U.A. 8 527 779 do criptógrafo William Easttom (Chuck Easttom).

### Desafioonline
Os quebra-cabeças apresentados por Cicada 3301 incorporam esteganografia com criptografia e outras técnicas de resolução desde 2012. Quebra-cabeças envolvendo esteganografia também foram apresentados em outros jogos de realidade alternativa.
As comunicações de O Mistério do Primeiro de Maio incorporam esteganografia e outras técnicas de resolução desde 1981.

### Malwarede computador
É possível ocultar esteganograficamente malware de computador em imagens digitais, vídeos, áudio e vários outros arquivos para evitar a detecção por software antivírus. Esse tipo de malware é chamado de esteganomalware. Ele pode ser ativado por código externo, que pode ser malicioso ou mesmo não malicioso se alguma vulnerabilidade no software que lê o arquivo for explorada.
O esteganomalware pode ser removido de certos arquivos sem saber se eles contêm esteganomalware ou não. Isso é feito por meio de software de desarmamento e reconstrução de conteúdo (CDR) e envolve o reprocessamento de todo o arquivo ou a remoção de partes dele. Na verdade, detectar esteganomalware em um arquivo pode ser difícil e pode envolver testar o comportamento do arquivo em ambientes virtuais ou análise de aprendizado profundo do arquivo.

## Esteganoanálise

### Algoritmos esteganoanalíticos
Os algoritmos esteganoanalíticos podem ser catalogados de diferentes maneiras, destacando-se: de acordo com a informação disponível e de acordo com a finalidade buscada.

#### De acordo com as informações disponíveis
Existe a possibilidade de catalogar esses algoritmos com base nas informações mantidas pelo esteganoanalista em termos de mensagens claras e cifradas. É uma técnica semelhante à criptografia, porém, elas têm várias diferenças:
- Esteganoataque escolhido: o esteganoanalista percebe o esteganoalvo final e o algoritmo esteganográfico usado.
- Ataque de cobertura conhecido: o esteganoanalista compreende o alvo condutor inicial e o esteganoalvo final.
- Esteganoataque conhecido: o estegoanalista conhece o alvo portador inicial e o esteganoalvo final, além do algoritmo usado.
- Esteganoataque somente: o esteganoanalista percebe exclusivamente o esteganoalvo.
- Ataque de mensagem escolhido: o esteganoanalista, seguindo uma mensagem selecionada por ele, origina um esteganoalvo.
- Ataque de mensagem conhecido: o esteganoanalista possui o esteganoalvo e a mensagem oculta, que é conhecida por eles.

#### De acordo com a finalidade buscada
O principal propósito da esteganografia é transferir informações despercebidas, no entanto, é possível que um invasor tenha duas pretensões diferentes:
- Esteganoanálise passiva: não altera o esteganoalvo, portanto, examina o esteganoalvo para estabelecer se ele carrega informações ocultas e recupera a mensagem oculta, a chave usada ou ambos.
- Esteganoanálise ativa: altera o esteganoalvo inicial, portanto, busca suprimir a transferência de informações, se existir.